# Blue Ridge (Alabama)
Blue Ridge è un census-designated place (CDP) degli Stati Uniti d'America situato nella contea di Elmore dello stato dell'Alabama.